# Второй Двинский собор

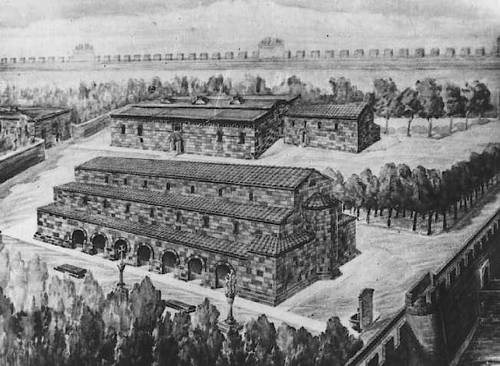
Двин. Центральная часть города. На переднем плане — собор, сзади справа — церковь-базилика (VI век), слева — дворец католикоса (V век). Реконструкция. Рисунок А. Патрика (по рисунку Г. Качаяна)

Второй Двинский собор (арм. Դվինի եկեղեցական ժողով) — поместный собор Армянской апостольской церкви, состоявшийся в Двине. Предположительно в 554—555 годах католикос Нерсес II Багревандци созвал собор, на котором была исповедана вера трёх Вселенских соборов и были преданы анафеме все заблуждения, в том числе учения Нестория и Евтихия, Халкидонский собор и Томос папы Льва, учение Севира. Были приняты каноны, связанные с духовенством и мирянами, а также был рассмотрен вопрос о новом летоисчислении церковного календаря.

## Датировка

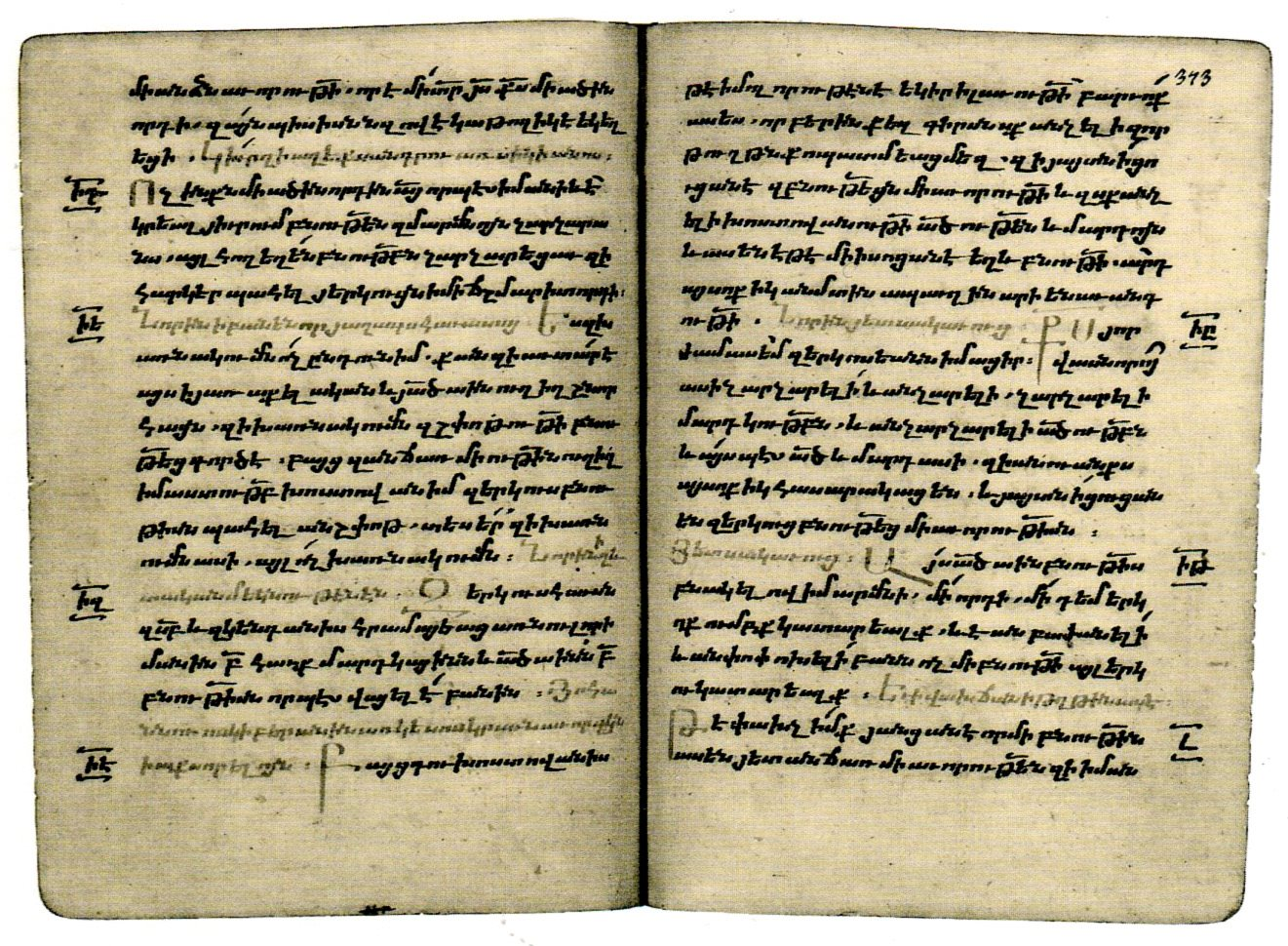
Текст письма константинопольского патриарха Фотия к армянскому католикосу Захарии I из рукописи 1221 года. Национальная библиотека Франции

Сведения о Втором Двинском соборе содержатся в следующих древних рукописях: «Повествование о делах армянских» (VII век), трактат «О разделении Грузии и Армении» иверского католикоса Арсения Сапарели (IX век), послание патриарха Константинопольского Фотия армянскому католикосу Захарии I (IX век), «Список армянских соборов» (VIII век) католикоса Ованеса III Одзнеци и, по меньшей мере, в семи других.
В исторической науке датировки Второго Двинского собора разнятся. Первоначально датой проведения данного собора считался 551/552 год, однако в начале XX века армянский историк Ерванд Тер-Минассянц на основании имеющихся с 1901 года исторических источников определил 554 год, как дату созыва собора. Средневековый армянский текст «Пакт о единении» в Книге посланий указывает дату начала собора — 21 марта 555 года, другие источники указывают, что собор был созван в год мученичества Иезидбузида (Аставацатура), то есть в 553 году. Среди исследователей (Е. Тер-Минассянц, П. Ананян, Л. Зекиян, Ж.-П. Маэ) существуют различные версии относительно даты собора Армянской церкви в середине VI века: в это время (с 550 по 555 годы) могли быть созваны два Двинских собора, или же пройти два заседания одного и того же собора, первое в 553 году, второе в 555 году.

## До собора
После проведения первого Двинского собора в начале VI века, Армянская церковь вступила в отношения с сирийскоязычным христианством Месопотамии и Персии. Католикос Нерсес II рукоположил епископа для персидских нехалкидонитов, которые придерживались учения Юлиана Галикарнасского.

## Ход и решения собора
Собор созванный католикосом Нерсесом II, открылся в Двине в персидской части Армении 29 марта 554 года, в Вербное воскресение. Собор подтвердил исповедание единой богочеловеческой природы Христа и осудил Евтихия, Нестория, Севира Антиохийского за его учение о тленности тела Христова до Воскресения, «Три главы», томос папы Льва I и Халкидонский собор. Собор принял «Соглашение о единодушии страны Армянской», в котором были упомянуты только первые три Вселенских собора (Никейский, Константинопольский и Эфесский).
Решение об анафеме Халкидонского собора было связано с тем, что, по мнению собора Византия и Константинополь покровительствовали несторианам, а отцы собора подозревали Халкидон в связях с несторианством на основании его дуалистического представления о личности Христа и были опасения, что это может угрожать непоколебимости веры трёх Вселенских соборов. Таким образом, на уровне собора было официально выражено отношение ААЦ к Халкидонскому собору, чтобы оградить влияние Византийской церкви на армян в византийской Армении и не давать повода несторианам ссылаться на Армянскую церковь.
На соборе было установлено петь Трисвятое с добавлением слов «распныйся за ны», тогда как на Халкидонском соборе Трисвятое было принято без «что распялся за нас». Была утверждена древняя практика Армянской церкви праздновать Рождество и Богоявление 6 января, традиция, восходящая к святому Григорю Просветителю, имеющая статус апостольского правила в Армянской церкви.
Собор установил новое армянское летоисчисление, которое начиналось с 552 года. Также собор принял 37 канонов о церковной дисциплине: о запрете священникам выносить из церквей хлеб, вино и приношения прихожан (1-й и 2-й каноны), о запрете диаконам совершать таинство крещения (17-й канон), об ответственности священника за нарушение тайны исповеди (19-й канон), о запрете вступать в брак несовершеннолетним (24-е правило) и другие.

## Последствия и оценки
Собор утвердил учение о единой природе во Христе как христологическое исповедание Армянской церкви. Большинство современных исследователей считают Второй Двинский собор первым событием в истории Армянской церкви, на котором был однозначно отвергнут Халкидонский собор (451). Во время прежнего осуждения Халкидона на Первом Двинском соборе (505—506), и церковь Византийской империи и Армянская церковь придерживались Энотикона и находились в единстве. В «Послании» (IX век) патриарха Фотия сообщается, что единство между церквами (Армянской и Византийской) «поддерживалось
начиная с Халкидонского собора до [второго] собора в Двине».

### Комментарии
1. ↑  Среди исследователей распространена идентификация средневекового грузинского церковного деятеля Арсения Сапарели с иверским католикосом Арсением I (860—887)[2][3].